# (26963) Palorapavý
26963 Palorapavy (1997 PM4) – planetoida z pasa głównego asteroid okrążająca Słońce w ciągu 4,14 lat w średniej odległości 2,58 j.a. Odkryta 13 sierpnia 1997 roku.